# Шејвер Лејк (Калифорнија)
Шејвер Лејк (енгл. Shaver Lake) насељено је место без административног статуса у америчкој савезној држави Калифорнија.

## Демографија
По попису из 2010. године број становника је 634, што је 71 (-10,1%) становника мање него 2000. године.
| Група             | 2000.       | 2010.       |
| Белци             | 645 (91,5%) | 577 (91,0%) |
| Афроамериканци    | 0 (0,0%)    | 0 (0,0%)    |
| Азијати           | 2 (0,3%)    | 3 (0,5%)    |
| Хиспаноамериканци | 46 (6,5%)   | 44 (6,9%)   |
| Укупно            | 705         | 634         |